# Gyöngyöspata

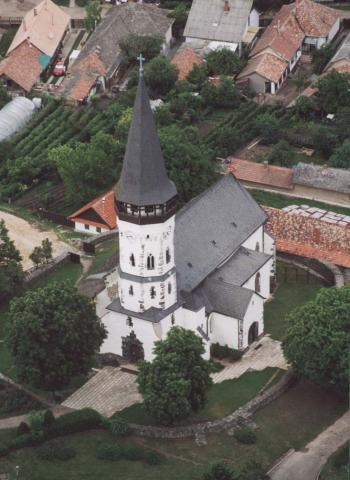
Luftaufnahme über Gyöngyöspata

Gyöngyöspata ist eine Gemeinde am Südrand der Mátra im Norden Ungarns.

## Geschichte
Das Gebiet war schon in der Zeit vor der Landnahme der Ungarn bewohnt. Es wurden Gräber aus der Zeit der Awaren und der ungarischen Landnahme gefunden. Im 10. Jahrhundert wurde eine Burg gebaut. Von der 1010 gebauten Kirche wurde das kirchliche Leben von 40 Siedlungen gelenkt. Die Burg wurde 1460 von tschechischen Hussiten belagert und erobert. Hier fand König Matthias Corvinus’ erste erfolgreiche Schlacht statt. Im 15. Jahrhundert bekam der Ort Marktrecht und war nach Eger und Gyöngyös die drittgrößte Siedlung im Komitat Heves.

### 21. Jahrhundert
Für internationales Aufsehen sorgte im März/April 2011 die Anwesenheit uniformierter Rechtsextremisten (Szebb Jövőért Polgárőr Egyesület) in der Gemeinde, die im Auftrag des Bürgermeisters und vor den Augen der staatlichen Exekutive wochenlang die Romabevölkerung terrorisierte. Das Ungarische Rote Kreuz konnte rund 300 Frauen und Kinder vor den Neonazis retten und mit Bussen aus dem Ort weg und in Sicherheit bringen.
Im September 2019 wurde die Kommune zu Entschädigungszahlungen verurteilt, weil Roma-Kinder dort zwischen 2004 und 2017 diskriminiert wurden, in räumlich getrennten Schulklassen unterrichtet wurden und beispielsweise nicht am Schwimm- oder Computerunterricht sowie an Ausflügen teilnehmen durften. Das Urteil wurde am 12. Mai 2020 von der Kúria, Ungarns oberstem Gericht, bestätigt. Der rechtspopulistische Ministerpräsident Orbán verurteilte diese Gerichtsentscheidung als „zutiefst unfair“. Seine Regierungspartei Fidesz kündigte eine landesweite Umfrage in der Bevölkerung zu dem Gerichtsurteil an, die wegen der Coronakrise verschoben wurde. Kritiker befürchten, dass eine solche Umfrage die Unabhängigkeit der Justiz weiter beschneiden und Vorurteile gegen die Roma-Bevölkerung zusätzlich befeuern könne.
In der Gemeindeschule waren 2020 fast 90 Prozent der Schüler Roma, obwohl es nur gut 400 Roma unter knapp 3.000 Einwohnern gibt, weil Nicht-Roma-Eltern ihre Kinder oftmals in Schulen an anderen Orten anmelden.

## Sehenswürdigkeiten
- Wehrkirche der Jungfrau Maria, gotische Kirche mit romanischen Teilen.
- Altar mit dem Jesse-Stammbaum, einzigartiges Kunstwerk in Europa, das den Stammbaum Jesu darstellt.
- Heimatmuseum